# Hyvinge
Hyvinge (uttalas: [hʏvɪŋɛ]) (finska: Hyvinkää) är en stad i landskapet Nyland i Finland. Staden är belägen omkring 50 kilometer norr om Helsingfors. Hyvinge stads språkliga status är enspråkigt finsk. Staden har omkring 46 880 invånare och en total areal på 336,77 km². Den ingår i Storhelsingfors.
Sofieberg är en egendom i staden. I industriområdet Sahamäki finns bland annat företagen Elektroskandia och Jacquet metals.
Hyvinges stadsdirektör är Raimo Lahti (2012).
Under en del av sitt liv bodde och verkade målaren Helene Schjerfbeck (1862−1946) i Hyvinge.

## Administrativ historik
Hyvinge blev köping 1926 och stad 1960.

## Styre och politik

### Mandatfördelning i Hyvinge stad, valen 1976–2025
| 12 | 17 | 3 | 5 |  | 12 |

| 12 | 17 | 3 | 3 |  | 14 |

| 5 | 17 | 4 |  |  | 4 |  | 3 | 13 |

| 8 | 17 |  | 3 |  | 4 |  |  | 14 |

| 6 | 19 | 13 | 3 | 10 |

| 5 | 17 |  | 6 | 5 |  |  | 13 |

| 5 | 15 | 4 | 8 |  | 5 |  |  | 10 |

| 5 | 15 | 5 | 5 | 6 | 3 | 12 |

| 26 | 25 |

| 5 | 13 | 5 |  | 3 | 6 |  | 16 |

| 26 | 25 |

| 5 | 13 | 5 | 7 | 4 |  | 15 |

| 26 | 25 |

| 4 | 14 | 7 | 6 | 4 | 3 | 13 |

| 24 | 27 |

| 4 | 12 | 6 | 11 | 3 |  | 13 |

| 27 | 24 |

| 5 | 16 | 5 | 5 | 5 |  | 13 |

### Vänorter
Hyvinge har följande vänorter:
- Eigersunds kommun, Norge, sedan 1950
- Hersfeld-Rotenburg, Tyskland, sedan 1970
- Motala kommun, Sverige, sedan 1951
- Kostroma, Ryssland, sedan 1973
- Kecskemét, Ungern, sedan 1985
- Kunshan, Kina, sedan 2008

## Kommunikationer
Hyvinge blev en järnvägsort då den första finländska bredspåriga (spårvidd 1524 mm) banan (stambanan) mellan Helsingfors och Tavastehus öppnades år 1862. Invigningståget från Helsingfors stannade den 31 januari 1862 vid stationen och gästerna trakterades med mat och kaffe i den första stationsrestaurangen i Finland. Själva kejsaren, Alexander II, inmundigade i juli 1863 tesupé i sällskap av storfurstarna Alexander (senare Alexander III) och Vladimir Alexandrovitj. Stationshuset, som ritades av arkitekten Carl Albert Edelfelt, är den äldsta byggnaden i tätorten Hyvinge. På 1890-talet byggdes huset om med en ny vinge i varsin ända av byggnaden.
År 1873 blev orten en järnvägsknutpunkt då den bredspåriga (1524 mm) privata 149 km långa Hangöbanan mot Hangö öppnades. Ställningen som knutpunkt stärktes då den 11 km långa smalspåriga (750 mm) banan mot Nääs (fi. Kytäjä) öppnades våren 1908. Huvudsakligen trävaror från godset i Näs transporterades då till Hyvinge. Banan förlängdes till Högfors den 7 november 1911. Trafiken på Högforsbanan upphörde den 31 augusti 1967. Statsjärnvägarnas maskinverkstad i Hyvinge togs i bruk år 1949. Samtidigt togs spåret mellan Hyvinge station och verkstaden i bruk.

### Persontrafik
Då stambanan mellan Helsingfors och Tavastehus öppnades år 1862 gick det tre tåg i veckan i båda riktningarna. Restiden till Helsingfors (59 km) var 2 timmar 45 minuter. Två år senare hade antalet tågturer ökat och restiden till Helsingfors hade minskat med 40 minuter. Restiderna fortsatte att minska fram till andra världskriget då den snabbaste turen (fjärrtåg) tog drygt 60 minuter. Nuförtiden stannar inga fjärrtåg vid stationen; lokaltågen går i halvtimmestrafik (med extraturer i rusningen) och en resa till Helsingfors tar cirka 40−50 minuter.
Persontrafiken på Hangöbanan påbörjades år 1873. Statsjärnvägarna övertog trafiken den 1 maj 1875 efter att privatbolaget hade gått i konkurs. Mellan åren 1944 och 1947 fick tågen Helsingfors−Åbo ta omvägen via Hyvinge då Porkala hade arrenderats av Sovjetunionen. Persontrafiken mellan Hyvinge och Karis upphörde år 1983.
På Högforsbanan inleddes persontrafiken år 1910 mot Näs och året därpå på hela banan. Två dagliga tågturer trafikerades i varje riktning; resan på 45 km tog då 2 timmar 48 minuter. Banan blev den sista privatbanan med persontrafik (museibanor undantagna) i Finland. Det sista persontåget trafikerades den 28 maj 1961 och en resa med det dagliga tågparet tog 2 timmar 15 minuter.
Även spåren till maskinverkstaden trafikerades av persontåg. Mellan åren 1953 och 1989 trafikerades ordinarie personaltåg till och från verkstaden.

## Demografi

### Befolkningsutveckling
| Befolkningsutvecklingen i Hyvinge stad 1975–2020                                                             | Befolkningsutvecklingen i Hyvinge stad 1975–2020 | Befolkningsutvecklingen i Hyvinge stad 1975–2020 | Befolkningsutvecklingen i Hyvinge stad 1975–2020 | Befolkningsutvecklingen i Hyvinge stad 1975–2020 |
| --- | ------------------------------------------------ | ------------------------------------------------ | ------------------------------------------------ | ------------------------------------------------ |
| |                                                  |                                                  |                                                  |                                                  |
| År |                                                  |                                                  | Folkmängd                                        |                                                  |
| 1975 | 1975                                             |                                                  | 36 218                                           |                                                  |
| 1980 | 1980                                             |                                                  | 37 297                                           |                                                  |
| 1985 | 1985                                             |                                                  | 38 742                                           |                                                  |
| 1990 | 1990                                             |                                                  | 40 194                                           |                                                  |
| 1995 | 1995                                             |                                                  | 41 203                                           |                                                  |
| 2000 | 2000                                             |                                                  | 42 545                                           |                                                  |
| 2005 | 2005                                             |                                                  | 43 848                                           |                                                  |
| 2010 | 2010                                             |                                                  | 45 489                                           |                                                  |
| 2015 | 2015                                             |                                                  | 46 463                                           |                                                  |
| 2020 | 2020                                             |                                                  | 46 576                                           |                                                  |
| Anm: Uppgifterna avser förhållandena den 31 december nämnda år enligt områdesindelningen den 1 januari 2022. |                                                  |                                                  |                                                  |                                                  |

### Språk
Befolkningen efter språk (modersmål) den 31 december 2022. Finska, svenska och samiska räknas som inhemska språk då de har officiell status i landet. Resten av språken räknas som främmande. För språk med färre än 10 talare är siffran dold av Statistikcentralen på grund av sekretesskäl. Språk med färre än 50 talare har räknats ihop för att minska tabellens storlek.
| Språk                        | Talare 2022-12-31 | Talare 2022-12-31 |
| Språk                        | Antal             | Andel (%)         |
| ---------------------------- | ----------------- | ----------------- |
| Hela befolkningen            | 46 797            | 100,0             |
| Inhemska språk totalt        | 43 418            | 92,8              |
| Finska                       | 42 989            | 91,9              |
| Svenska                      | 429               | 0,9               |
| Främmande språk totalt       | 3 379             | 7,2               |
| Estniska                     | 572               | 1,2               |
| Ryska                        | 466               | 1,0               |
| Albanska                     | 277               | 0,6               |
| Arabiska                     | 226               | 0,5               |
| Persiska                     | 172               | 0,4               |
| Engelska                     | 166               | 0,4               |
| Kinesiska                    | 126               | 0,3               |
| Thailändska                  | 125               | 0,3               |
| Vietnamesiska                | 119               | 0,3               |
| Turkiska                     | 113               | 0,2               |
| Tagalog                      | 91                | 0,2               |
| Kurdiska                     | 81                | 0,2               |
| Tigrinska                    | 56                | 0,1               |
| Annat språk                  | 55                | 0,1               |
| Spanska                      | 51                | 0,1               |
| Tyska                        | 50                | 0,1               |
| Språk med färre än 50 talare | 502               | 0,9               |
| Språk med färre än 10 talare | 131               | 0,3               |

|  | Finska (91,9 %) |

|  | Svenska (0,9 %) |

|  | Främmande språk (7,2 %) |

|  | Finska (91,9 %) |

|  | Svenska (0,9 %) |

|  | Främmande språk (7,2 %) |

## Kultur

### Sevärdheter
- Finlands järnvägsmuseum
- Hyvinge konstmuseum, numera en del av Museokeskus Taika(fi)
- Hyvinge stadsmuseum(fi), numera en del av Museokeskus Taika(fi)
- Fabriksmuseet Valvilla(fi)

### Idrott
I Hyvinge anordnades världsmästerskapen i skidorientering 1975.